# 愛岐トンネル群

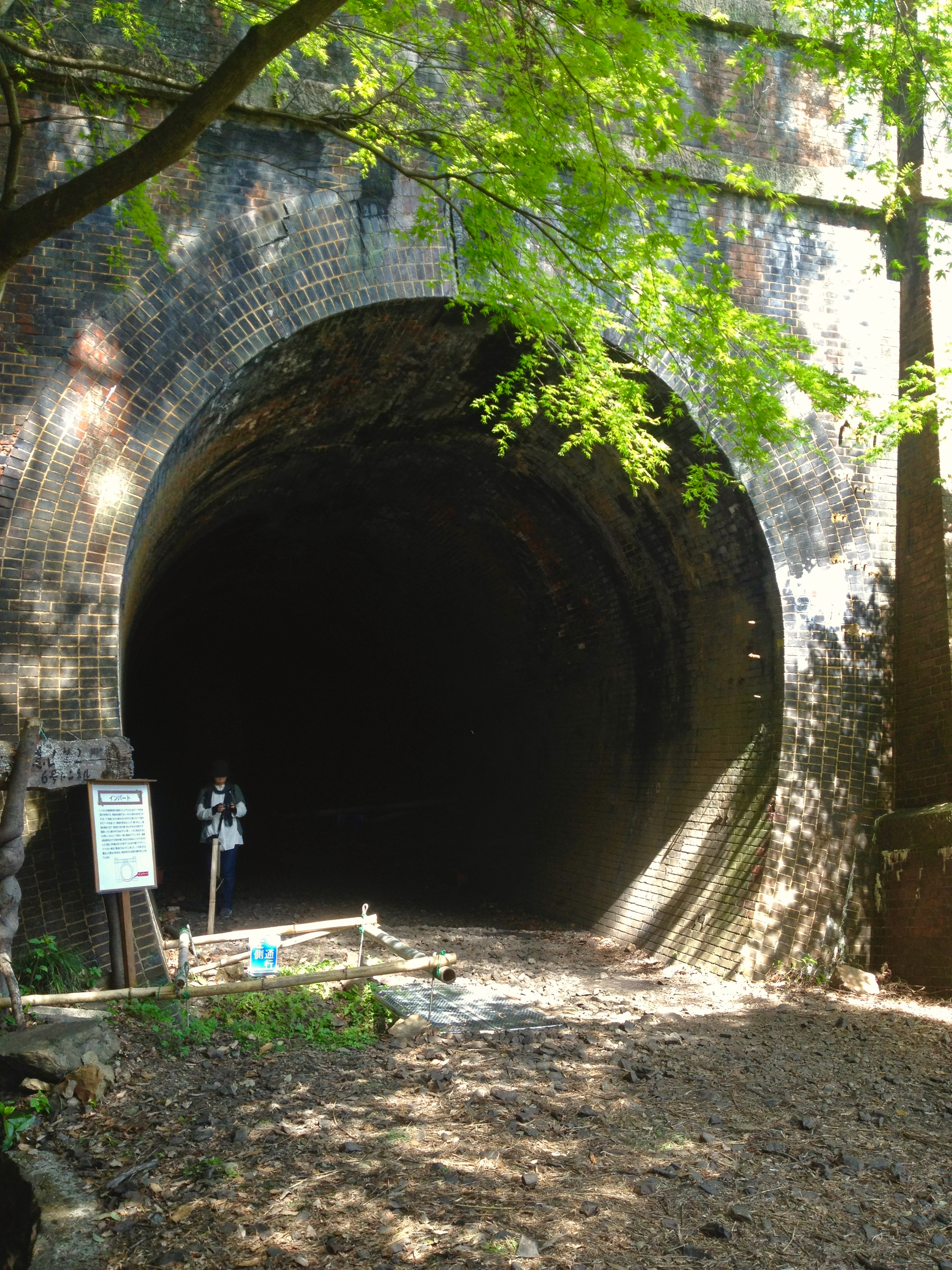
一般公開されている6号トンネル

愛岐トンネル群（あいぎトンネルぐん）は、愛知県春日井市と岐阜県多治見市の県境にまたがる、約8キロメートルのJR中央本線の旧線上にあるトンネル群である。
1900年（明治33年）以前に建設され、この区間に14基あったトンネルの内、2020年（令和2年）に現存するトンネルは春日井市側の6基、多治見市側の7基の13基で、このうち愛知県側の6基がNPO法人の取組により年に2回一般公開が行われている。
愛岐トンネル群に含まれるうち、NPO法人「愛岐トンネル群保存再生委員会」が管理する4基は、2009年（平成21年）2月に「旧国鉄中央線の隧道群」として近代化産業遺産・続33に認定され、2016年（平成28年）には3基が国の登録有形文化財となっている。

## 歴史

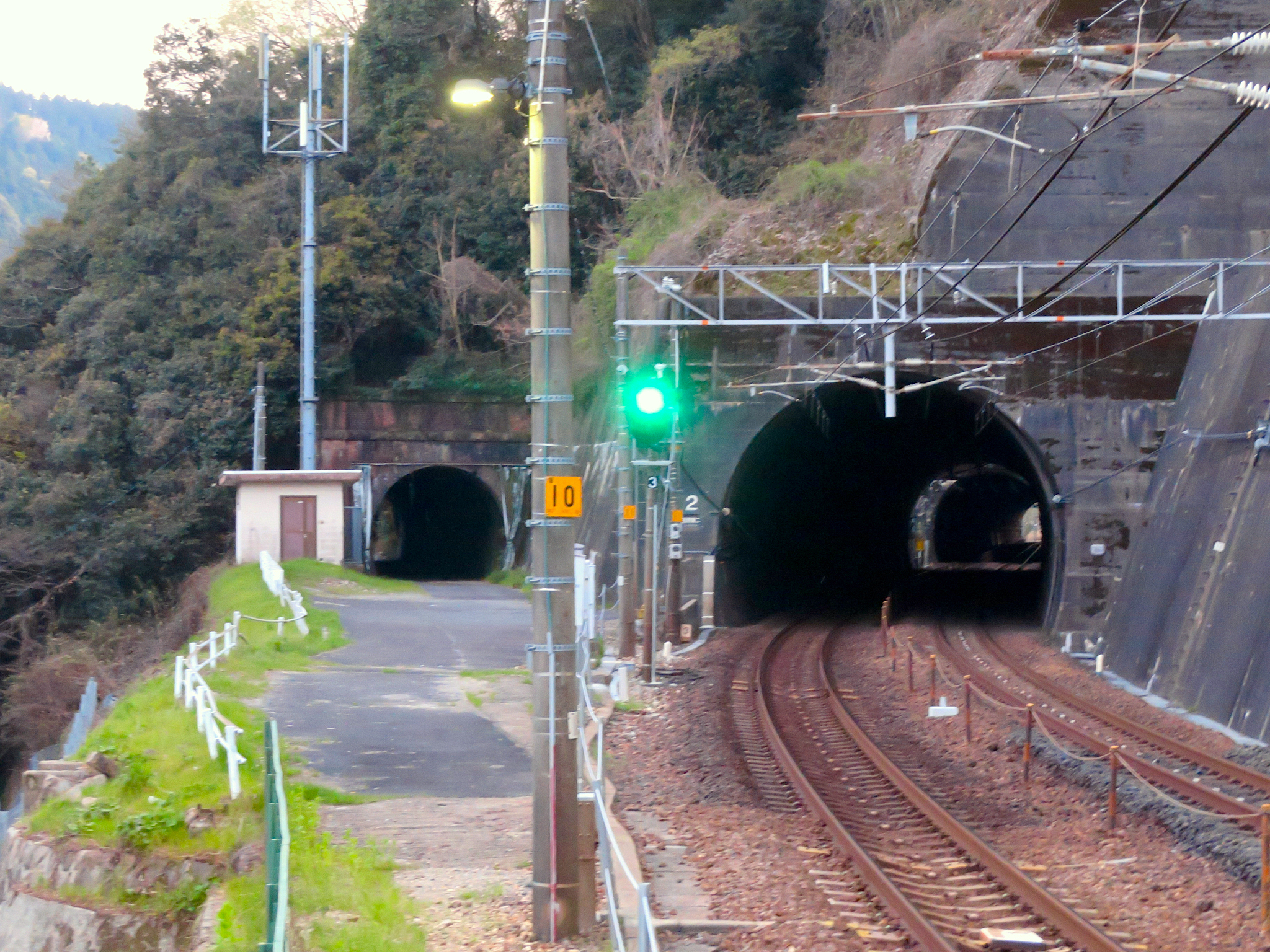
廃線となった愛岐トンネル群の2号トンネル《玉野第二隧道》（左）と、新設されたJR中央線のトンネル《玉野第二トンネル》（右）

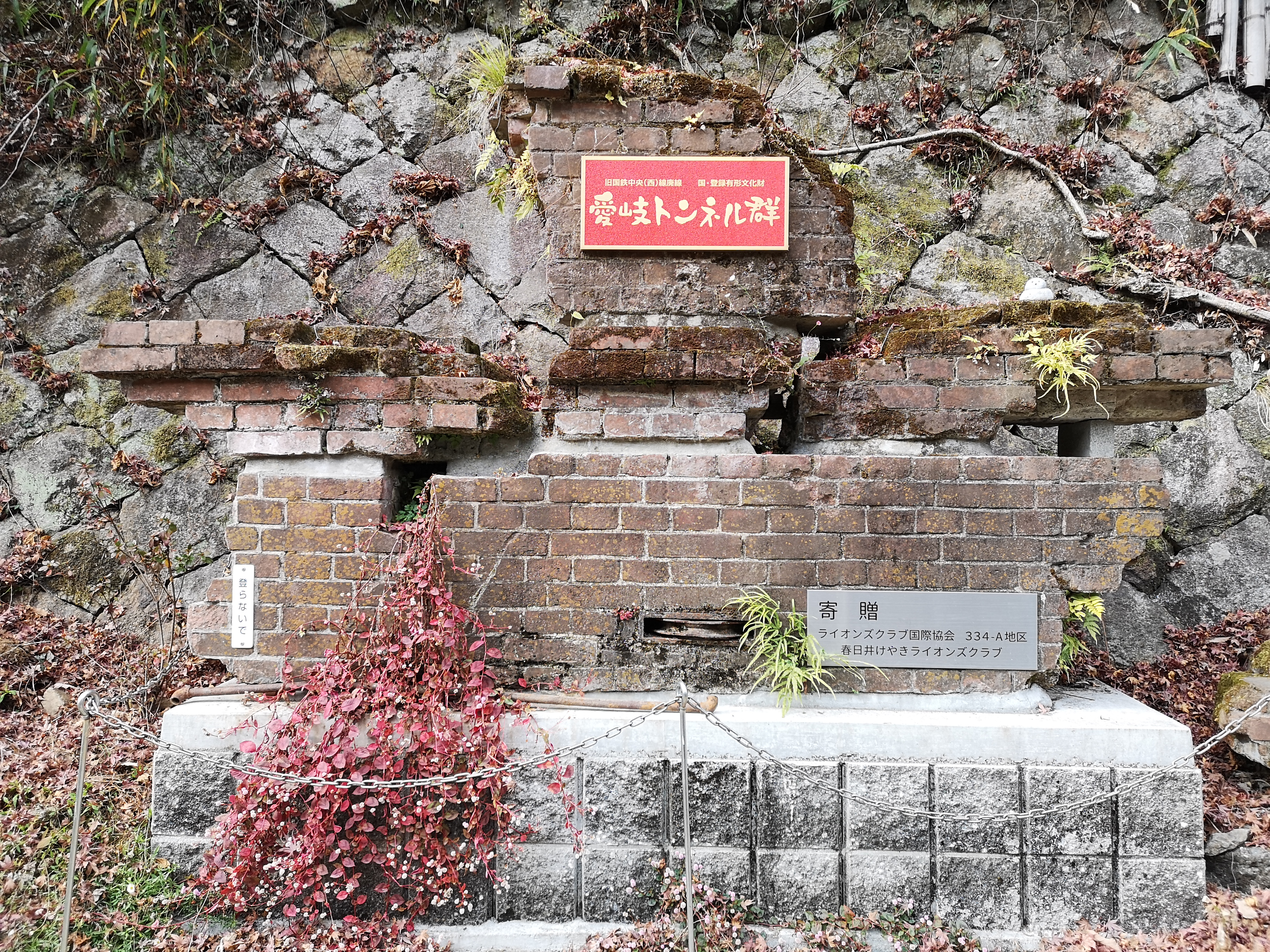
勝川駅ホームからはぎとられたレンガ

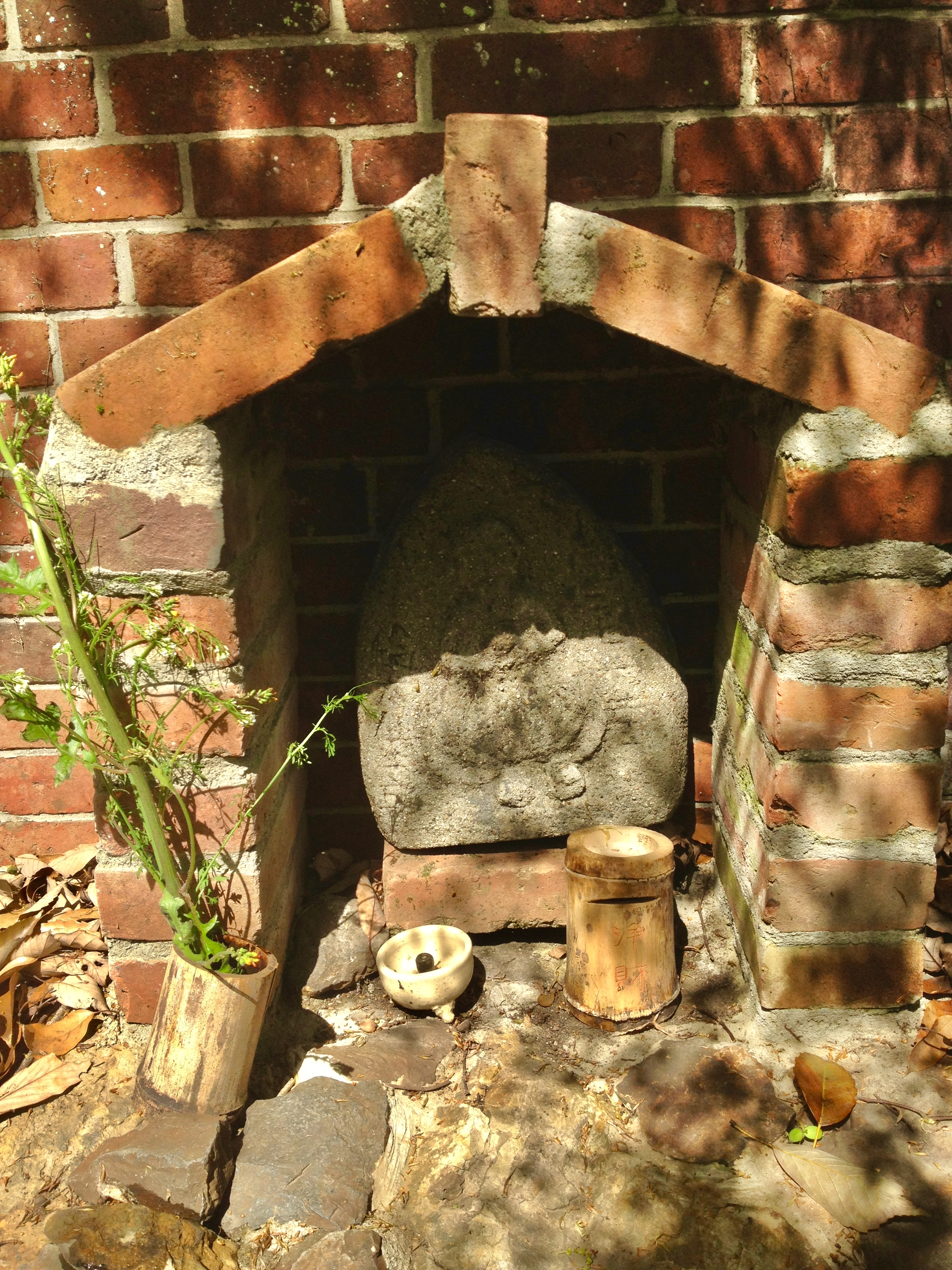
愛岐トンネル群の調査・整備中に付近の土中から発見された少女形の地蔵。護り稚児地蔵として、明治期の赤煉瓦を用いて祠を建て、愛岐トンネル群のトンネル横に安置された。

国策として殖産興業が求められた明治時代、愛知県北部から岐阜県南部のこの地域は、瀬戸物や美濃焼に代表される窯業地帯として発展するとともに、木曽路の森林資源がトヨタなどの製造業を核とした東海地方の近代化産業の礎となった。こうした物資の運搬路として、1900年（明治33年）7月25日、名古屋―多治見間で鉄道が開通し、そのうちの高蔵寺駅 – 多治見駅間の庄内川（土岐川・玉野川）流域の渓谷に14カ所のトンネルが開通した。これらが「愛岐トンネル群」と呼ばれる一連のトンネルである。現存する明治期のレンガ製トンネルとしては、国内最多の規模のトンネル群であった。
この路線は、開業直後から第二次世界大戦後の高度成長期まで、東海地方の流通経済の大動脈として近代化を支えたが、単線であったため、高速かつ大量の輸送が求められる時代の波には対応できなかった。そのため、近郊に新たに電化された複線の線路と長大なトンネル（愛岐トンネル）が建設されることとなり、その開通に伴い、1966(昭和41)年に14のトンネルを含む約8キロメートルの区間が廃線となった。廃線とトンネル群は、レールや枕木が撤去され、その後の約40年間、茂った藪に埋もれるままにほぼ忘れさられた存在となっていた。
人々がこの廃線とトンネル群の存在を思い出したのは、2005年（平成17年）、JR勝川駅の高架化改修工事に伴い、明治期に赤煉瓦で建設された旧駅舎のプラットホームが撤去されたことによる。この際、ホームの土台であった赤レンガを保存し、まちおこしに活用しようという機運が高まり、催されたイベント会場で地元の古老が口にした「レンガのトンネルが春日井市内にあったはず」との記憶をきっかけに、市民によるトンネル探索が始められた。トンネル群の発見までにはその後数カ月を要し、2006年（平成18年）に発見された。
なお、このJR勝川駅のプラットホームから撤去されたレンガのブロックは、その後、愛岐トンネル群の入口のゲートに移築、展示されている。
2007年（平成19年）、当時の地権者の同意を得て調査・発掘を目的として市民有志によるグループが結成されると、2009年（平成21年）8月にはNPO法人「愛岐トンネル群保存再生委員会」として組織がかたまり、本格的な保全と再生に向けた活動がスタートした。歩道を整備し、新緑や紅葉の時季に年に2回の一般公開を行うとともに、トンネル内は外気温が40℃近い真夏でも涼しいことから、ビアホールなどとして使われた年もあった。こうした保全活用のために、3～6号トンネルまでの廃線路と周辺の土地は、2009年5月から2014年6月にかけてナショナルトラスト運動が行われ、11,000名以上が賛同・支援し、愛知県側敷地16万平方メートルが「愛岐トンネル群保存再生委員会」の所有するところとなった。この3～6号の4基は、2009年（平成21年）に経済産業省主幹の｢近代化産業遺産33｣に認定されている。2012年（平成24年）には文化庁の「NPO等による文化財建造物の管理活用事業」に選定され、保全活用が文化庁からの受託事業となり、さらに2016年（平成28年）11月には、3号および4号のトンネルと笠石洞暗渠の3施設が、国の登録有形文化財（建造物）に登録された。
群馬県の碓氷峠トンネル群、滋賀県および福井県にまたがる旧北陸線トンネル群と並び、日本三大廃線トンネル群と称される。

## 建設工事

### トンネル工事概況

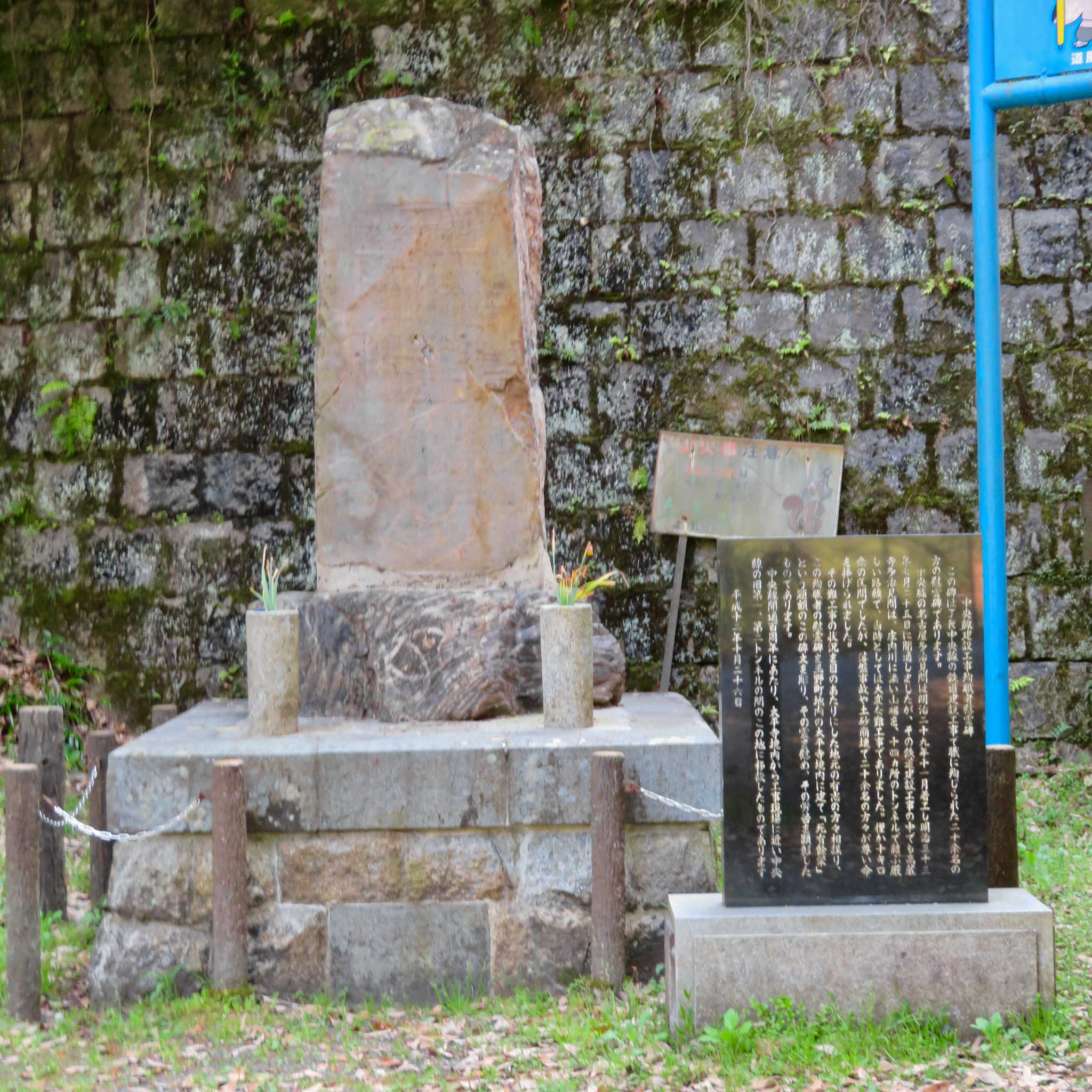
工事犠牲者の慰霊碑

1900年（明治33年）7月25日に開業した名古屋-多治見間の鉄道敷設工事において、春日井市地内の予定路線は、当初、下街道沿いに内津峠を越えて多治見に至るルートと定められ、後年に整備された国道19号バイパスとほぼ同じルートであった。鉄道省は1893年（明治26年）にこのルートを測量し、内津峠にトンネルを1つ掘ればよいだけであることを確認していた。しかし、そのルートにあたる坂下地区では、養蚕を主産業とする農家が多数あったことから汽車の煙が蚕の生育に悪影響を及ぼすことを懸念する声や、鉄道が通ることで下街道の交通が衰えることを憂いた住民の反対が非常に強くあり、鉄道省はルートの変更を余儀なくされた。そこで新たに候補となったのが、高蔵寺から多治見へ抜ける玉川線のルートで、のちに愛岐トンネル群と呼ばれる14のトンネルを必要とする、費用のかさむ案であった。他の候補もなかったわけではないが、玉川線の中心駅が予定された勝川町を中心とした沿線自治体関係者の積極的な誘致と、古くからの集落や耕地を避けて集落外の湿地や山林を通るなら、と、妥協した庄内川流域住民の積極的な反対がなかったことで、玉川線が採択された。
玉川線の工事は1896年（明治29年）11月から1899年（明治32年）6月までの間に着手され、1897年（明治30年）4月以降1900年（明治33年）7月までの間に施工された。この区間の最急勾配は1,000分の10、最小曲線半径は301.8メートルである。愛岐トンネル群が含まれる工区は第7,8,9工区とされ、このうち第7,8区は鉄道省直営の施工であった。いずれのトンネルも概ね1900年（明治33年）に工事が完了した。
「隧道聚楽地帯」ともよばれたこの3区間は、大部分が「庄内川」（岐阜県内では「土岐川」と称される）の激流に沿って婉曲した山岳の起伏が連なる断崖絶壁の地形で、そこを14基のトンネルが貫いて鉄路を通したのであるが、トンネルが穿った地質は概ね脆弱で建設工事は苦難の連続であった。
最も難工事となったのは、川に近接する「隠山第2隧道（6号トンネル）」である。この付近では、トンネルの西側の切り取り個所が1897年（明治30年）4月の大雨によって3鎖余り（約60～70メートル）にわたり崩落し切り取りで地盤を維持することが不可能とみられたため、やむなくトンネルを延長することとなり、このトンネルを支えるために川岸に堅牢な石垣を築いて土砂の崩落を抑える新たな工事が必要となった。
人命も喪われた。「隠山第1隧道（5号トンネル）」建設工事では、1897年（明治30年）11月21日、トンネルの東側出入口の上方の山に突き出ていた高さ7メートルの巨岩が工事中に崩落する事故があり、工事にあたっていた作業員6名が生き埋めとなって命を落とした。ただちに復旧工事が行われたが、なお崩落の危険があったことから、ここでも当初の設計を変更してトンネルが延長された。
愛岐トンネル群の建設工事では、このほかにも落盤事故や土砂の崩壊などで人命が失われ、開業までに二十余名の作業員が落命した。その慰霊碑は開業直前の1900年（明治33年）6月に玉野町大平寺に建立され、開業100周年を迎えた2000年（平成12年）10月に旧国鉄OBらによって定光寺駅に近い東海自然歩道の入口付近に移設された。その後、慰霊碑は2025年（令和7年）7月に愛岐トンネル群保存再生委員会が管理する3号トンネル前に移設された。
14基のなかで最も長いトンネルである「諏訪第1隧道（7号トンネル）」の建設工事では、坑門口付近の地質が脆弱で崩落の恐れがあったことに加え、坑内から湧水が多量に流出して排水にも困難を極め、工事の大きな障害となった。
工事に要する資材の運搬も容易ではなかった。「池田町屋第2隧道（14号トンネル）」に必要な資材は名古屋からの街道が途絶え池内を通過する以外に道がなかったため、内津峠を越える名古屋-美濃間で唯一の交通路であった下街道を一般の車馬の往来に混じって運ぶ必要があった。そのほかのトンネルに必要な資材は、下街道の鳥居松から分岐して里道を迂回し、いったん玉野に集積した後に各トンネル工事現場へは小運送に頼った。玉野から東は、資材運搬のための軽便鉄道が敷設されたが、1897年（明治30年）6月から施工されたこの軽便線の敷設・維持も容易ではなかった。「玉野第4隧道（4号トンネル）」や「隠山第1隧道（5号トンネル）」付近では、工事によって生じた土砂を運搬するため、軽便線を庄内川に架設して対岸に搬出していたが、これが川の増水によって複数回にわたり軌条もろともに流出する災害にも見舞われた。

### 使用煉瓦
| 使用レンガの展示 |  | レンガの一例 |
| 使用レンガの展示 |  | レンガの一例 |

愛岐トンネル群探索の発端となった赤煉瓦であるが、中央線鉄道建設概要によれば、明治29年から33年までの名古屋-多治見の工事区間に発注された煉瓦の数は、橋梁や駅ホームも含めて1,879万個と記録される。
このうち愛岐トンネル群に用いられた煉瓦の総数は1,850万個に及ぶとみられ、碓氷トンネル群1,500万個や琵琶湖疏水1,450万個、東京駅833万個を上回り、土木建造物で日本最多と推定される数の煉瓦が使用された。
6号トンネルのインバート構法や7重巻きの口迫石など、軟弱な地盤を補うために、とくに多くの煉瓦が使用された。
明治30年頃の東海地方の煉瓦生産工場は、三河地方の11工場をはじめ、大垣に1工場、多治見に1工場、名古屋に3工場、四日市に1工場の計17工場があり、このうち三河地方の「岡田煉瓦」（安城市）や「大野就産所」（刈谷市）、名古屋の「愛知監獄所」など8工場の刻印25種類、付帯印を含めると100種類以上が愛岐トンネル群の廃棄煉瓦から確認されている。

## 構造物
中央本線の旧線区間は、現在の愛岐道路（愛知県道15号線、岐阜県道15号線）にほぼ並行する形で庄内川/土岐川の対岸（北側）に存在していた。従って愛岐トンネル群も、ほぼ現在の愛岐道路沿いに点在している。
| 1号トンネル |  | 5号トンネル |  | 整備公開されているトンネル内部 |
| 1号トンネル |  | 5号トンネル |  | 整備公開されているトンネル内部 |

| 6号トンネル入口のインバート露出部 |  | 6号トンネルのインバート設置境界（増延長工事前のトンネル入口部） |
| 6号トンネル入口のインバート露出部 |  | 6号トンネルのインバート設置境界（増延長工事前のトンネル入口部） |

### 各トンネルの概況
1900年（明治33年）建設と記録され、官設単線鉄道における標準的なトンネルの形状で、馬蹄形の断面を持つ。構造は煉瓦造で、笠石などで要所を装飾している。
1、2号トンネル（旧中央線玉野第1隧道、玉野第2隧道）
JR中央線「定光寺駅」より名古屋側に位置し、JR東海が現行線路の保線作業に使用している。トンネルの長さは、1号は104メートル、2号は80メートルである。
3,4,5,6号トンネル（旧中央線玉野第3隧道、玉野第4隧道、隠山第1隧道、隠山第2隧道）
愛岐トンネル群保存再生委員会が所有し、保全活用している。定光寺駅から愛岐道路諏訪大橋までの間にあるトンネルで、長さは3号は76メートル、4号は75メートル、5号は99メートル、6号は333メートルである。
このうち脆弱な地盤を補強するため、地中にもレンガを埋め込むインバート工事を行い、当初の計画より長さも延長された6号トンネルの建設費は1メートルあたり638.96円で、中央線開業当時の旧国鉄トンネル建設費としては最高額を必要とした。
7号トンネル（諏訪第1隧道）
名古屋市が所有する。長さは607メートル。
8号トンネル（諏訪第2隧道）
多治見市が所有する。長さは202メートル。
9号トンネル（諏訪第3隧道）
1965年、新線付け替えの際の新トンネル建設時に撤去された。
10～14号トンネル（諏訪第4隧道、廿原第1隧道、廿原第2隧道、池田町屋第1隧道、池田町屋第2隧道）
多治見市が所有する。長さは、10号と11号はそれぞれ91メートル、12号は87メートル、13号は262メートル、14号は385メートルである。
代替路線の現行トンネル
これらの廃線路に換わるものとして開通した現JR東海の中央本線のトンネルは、廃線路のトンネルの3号から8号までにあたる区間で「愛岐トンネル」が、10号から12号トンネルまでの区間で「諏訪トンネル」が、13号から14号トンネルの区間で「池田町トンネル」が利用されている。

### 笠石洞暗渠
| 笠石洞暗渠水路 |  | 竪穴 |
| 笠石洞暗渠水路 |  | 竪穴 |

国登録有形文化財。4号トンネルと5号トンネルの間、谷をまたぐ形で高さ約10メートルの堤を築いて線路を引いた地点で、水抜きのために線路の床下を通したレンガ造りの暗渠である。この谷は暗渠建設中の1899年（明治32年）7月の豪雨による山崩れで一度埋まったため、暗渠に水を流す取水口として上部に4～5メートルの竪穴を延ばし、この竪穴はさらに土砂が堆積するたびにコンクリートで延長された。
この一帯の築堤は、その後、鉄道運行中の1957年（昭和32年）8月に集中豪雨で流出し、路床を失った線路が数十メートルにわたって宙に浮く災害に見舞われ、中央線定光寺-古虎渓駅間は約半年にわたり不通となった。復旧工事に伴い、笠石洞暗渠に加えて新たに大型の暗渠を築いて排水をよくし、高さ10メートル・長さ30メートルにわたって大規模な砂防擁壁が建設された。

## 評価

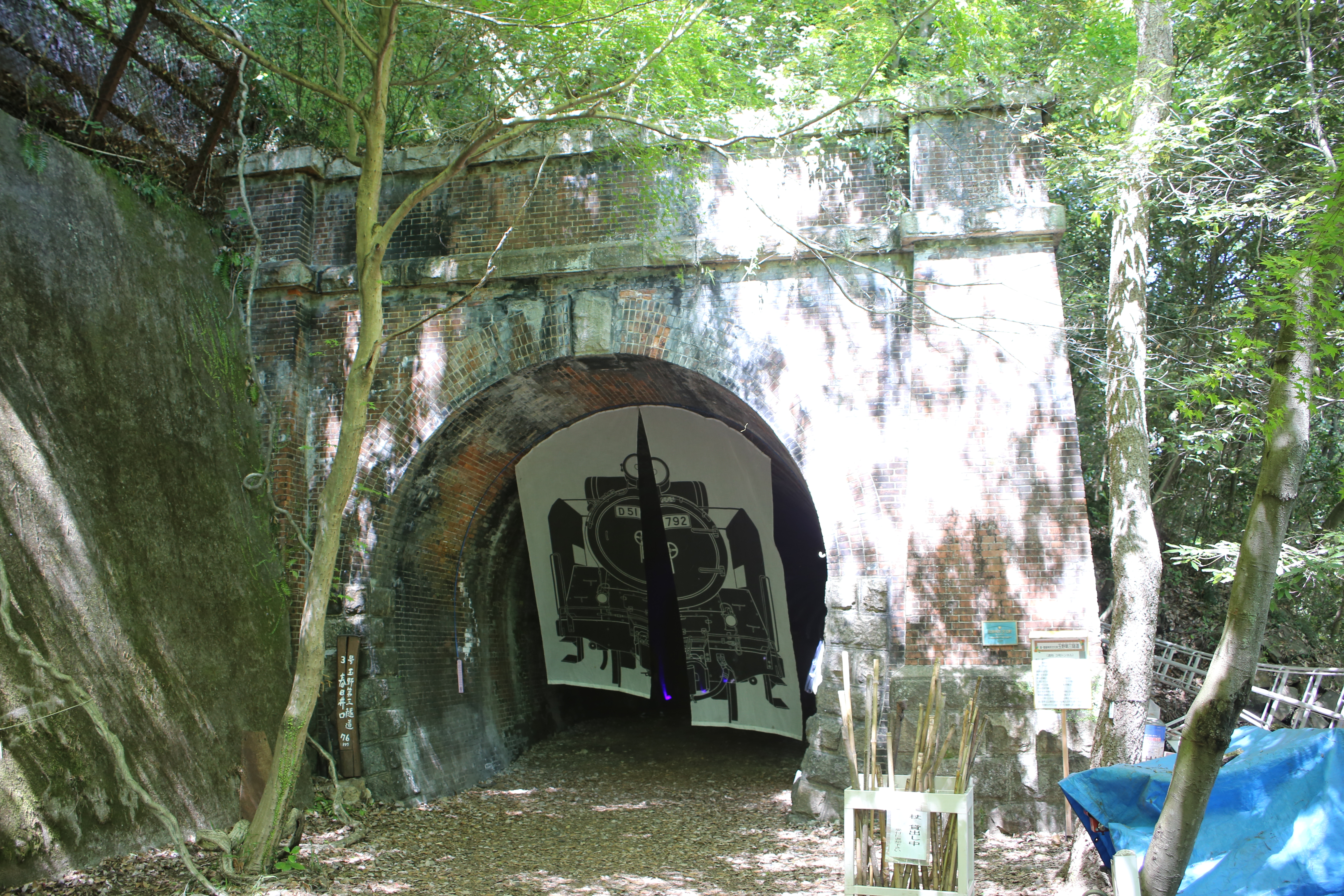
登録有形文化財となっている3号トンネル（2021年4月一般公開時）

2009年（平成21年）2月に、3～6号までの4つのトンネルが経済産業省によって「近代化産業遺産 続33」に認定されたのに続き、2011年（平成23年）度には国土交通省によって「市民が創る緑の街道　愛岐トンネル群　～廃線トンネル再生中～」が、手づくり郷土賞を 受賞。
2016年（平成28年）に3号4号トンネルと笠石洞暗渠（明治33年建造、昭和32年改修）が登録有形文化財に登録された
。

## 保全と活用

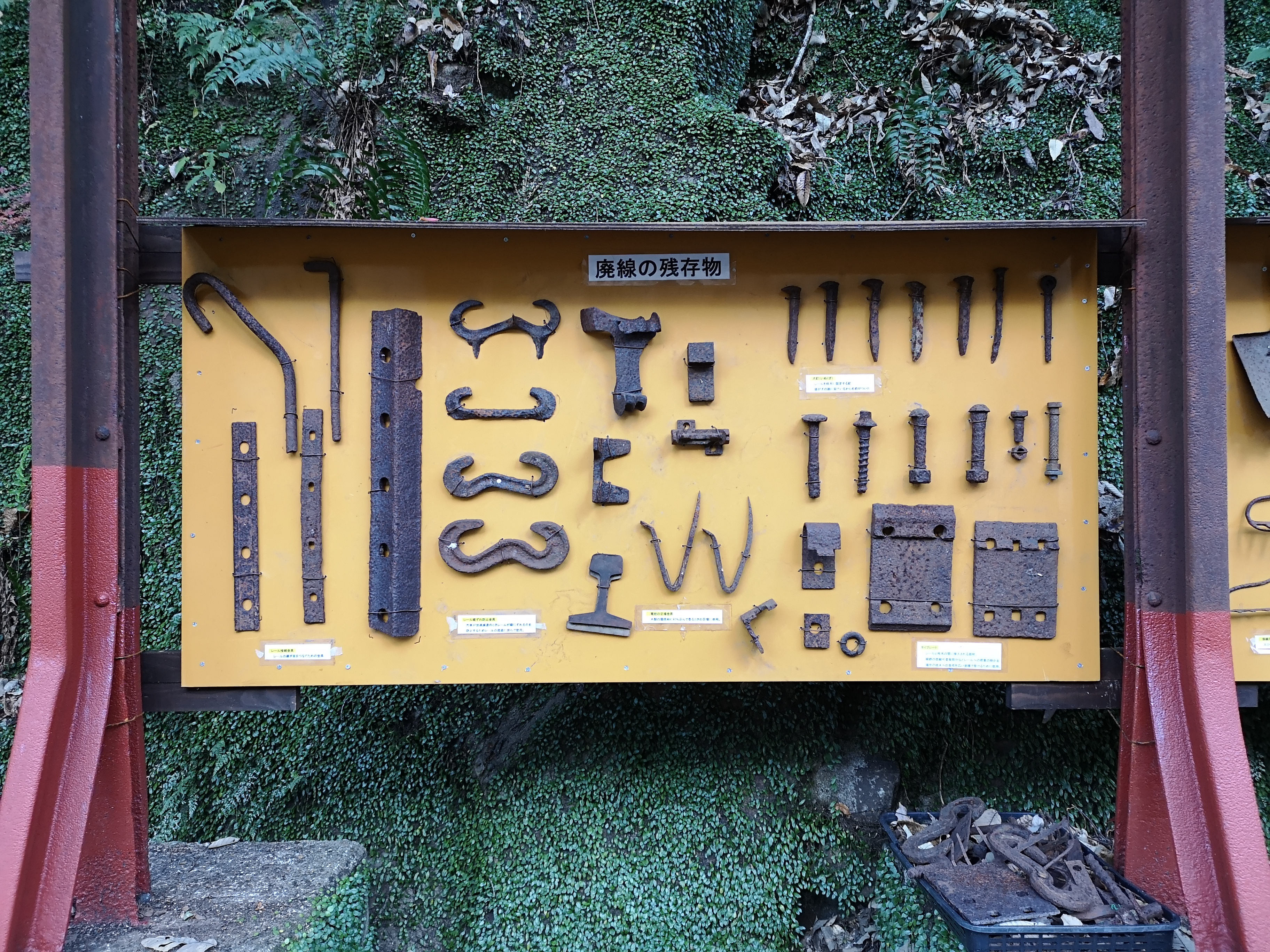
建設工事の遺物展示の一例

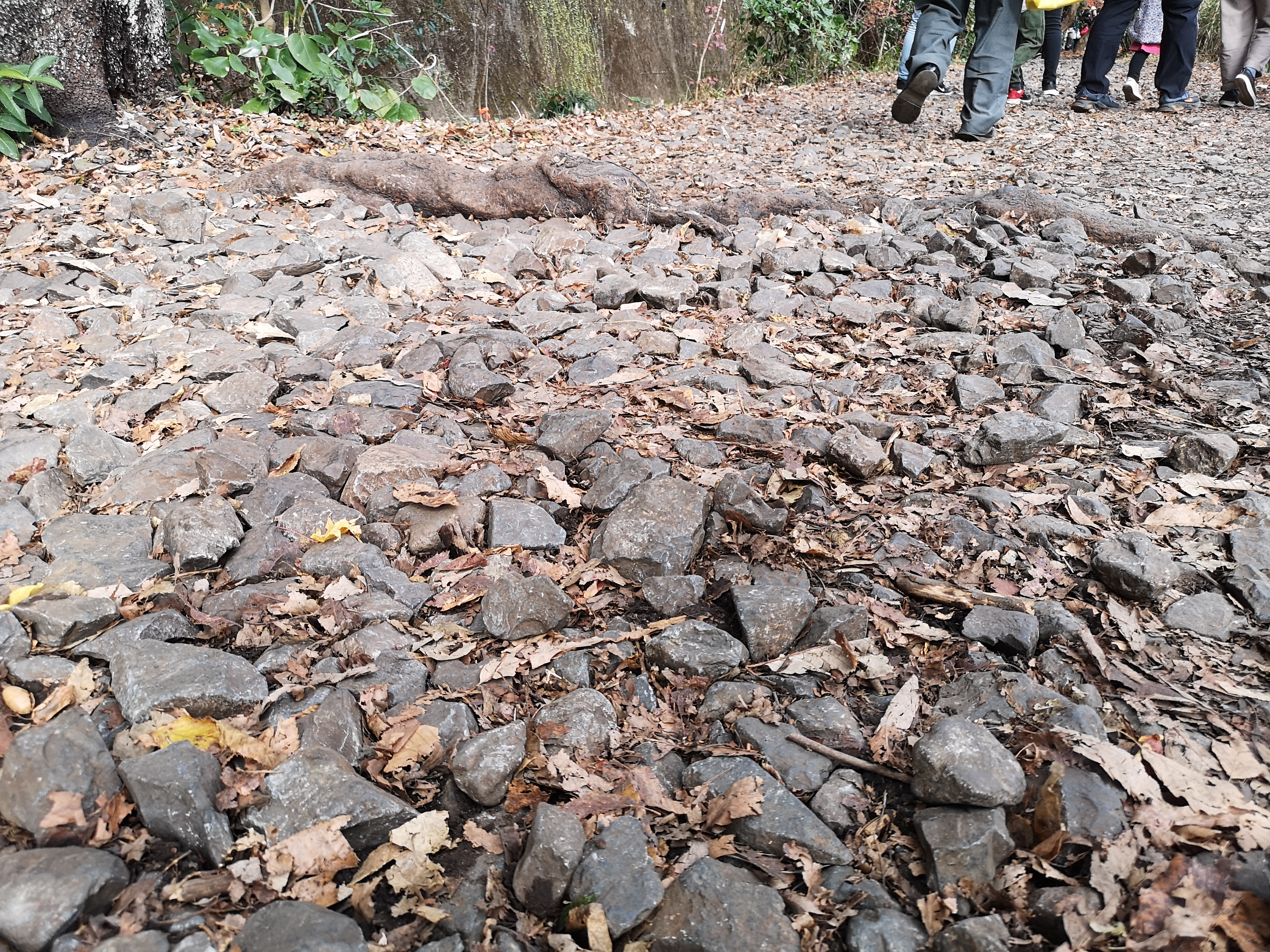
砕石が残る廃線跡の散策路

NPO法人愛岐トンネル群保存再生委員会によって、整備、保全しながらの観光活用が行われている。春秋に期間を定めて一般に公開されている範囲は、3号トンネル付近から6号トンネルまでの片道1.7キロメートルの往復路である。ルート上に、愛岐トンネル群に関する案内板などの展示や、手づくりのブランコなどの遊具や、水車、橋などを設置する。
線路は撤去されているものの、線路に使われていた砕石がそのまま残る未舗装路である。半世紀近い歳月を自然のなかにあったため、藪に埋もれ、道やトンネル前に直径30センチメートルを超す木が育つ場所もあるが、生えた草木も「トンネルの歩んできた歴史」とみなして残されている。現場は川沿いの急峻な崖となっているが、草が天然のガードレールであるとしてトンネルの間の屋外にも柵は設置していない。往復の所要時間は一般に約2時間とされ、場内3カ所にトイレを設置する。場内のマルシェ広場では、一般公開の期間中は弁当などの飲食物の販売や、保全再生委員会のブースが出展し、絵葉書や汽車土瓶、缶バッジなど販売する。
2012年（平成24年）3月には愛知県春日井市で、全国各地の廃線活用を試みる6つの市民団体を一堂に集める初の「全国トンネルサミット」が開催されるなど、市民レベルでのトンネル群保存活動に向けたネットワーク作りも進められている。この時のサミットの参加団体は、愛岐トンネル群保存再生委員会のほか、士幌線ひがし大雪アーチ橋友の会（旧国鉄士幌線コンクリートアーチ橋梁群・北海道上士幌町）、碓氷峠鉄道遺産群を愛する会（群馬県安中市）、篠ノ井線ケヤキの道（長野県安曇野市）、湊川隧道保存友の会（神戸市）で、高千穂あまてらす鉄道（宮崎県高千穂町）は欠席していた。

## 玉野古道

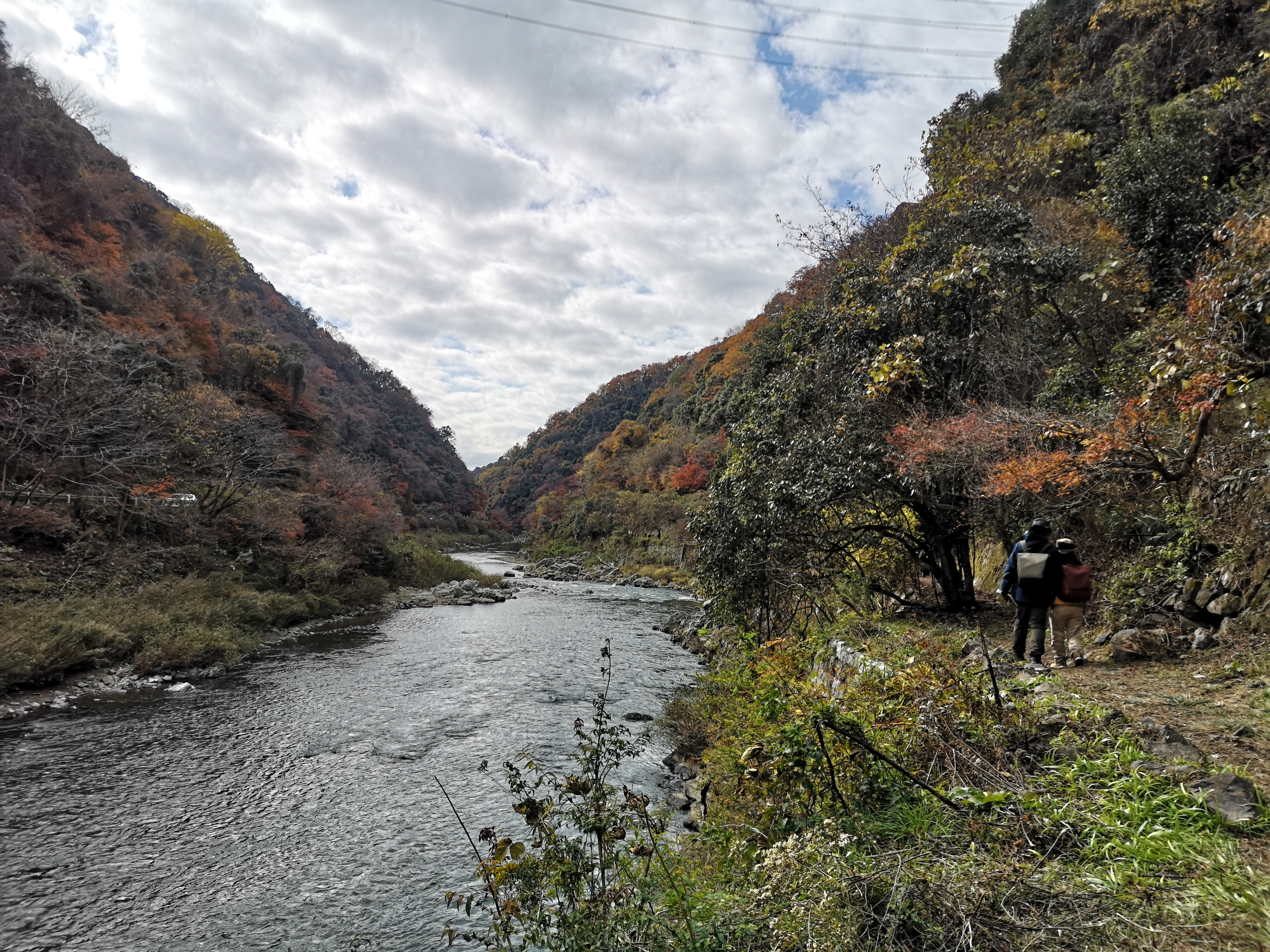
玉野古道（右河畔）

かつて、多治見から名古屋へ抜ける道は内津峠を越えるほかなかったため、平坦な道として庄内川沿いに1895年（明治25年）に開通したのが「玉野古道」で、「名古屋新道」とも呼ばれた。しかし開通から1年後の1896年（明治26年）にはその大部分が愛岐トンネル群はじめ中央線敷設工事の作業路となって寸断され、中央線開通とともにその作業路も荒廃した。2021年現在、その一部が愛岐トンネル群保存再生委員会主催の一般公開における観覧ルートとして活用されている。

## アクセス
- JR中央本線の定光寺駅から川の上流方面へ、徒歩約300メートル[1]。
- 駐車場なし